# El pequeño mago
El pequeño mago es una película española de animación dirigida por Roque Cameselle y producida por Deboura Cinema.
Ganó el premio a Mejor Banda Sonora de Largometraje en los Premios Jerry Goldsmith. Se presentó en el 61 Festival Internacional de Cine de San Sebastián, en el Festival de Cine Europeo de Sevilla 2013 (incluida en la sección competitiva Europa Junior) y en la Semana de Cine Fantástico y Terror de San Sebastián. Fue nominada a Mejor película de animación en los Premios Goya 2012.

## Sinopsis
En la España medieval unos peligrosos piratas normandos atracan en la pequeña ciudad gallega de Tui, dispuestos a saquearla. Bieito Dubidoso un niño de únicamente nueve años, pero armado de una magia sorprendente, logra que los malvados guerreros huyan despavoridos. La noticia del prodigio se extiende por toda la comarca y, a partir de entonces, Dubidoso será conocido por todos como El Pequeño Mago. Junto con su inseparable amiga Destreza se embarcará en un sinfín de mágicas aventuras y se enfrentará al poderoso obispo Juan, señor y dueño de la ciudad, que no le perdonará que lo haya dejado como un cobarde delante de sus vasallos. [¿Conseguirá El Pequeño Mago salir victorioso en su rivalidad con tan poderoso enemigo?]

## Personajes principales
- Bieito: Es el protagonista. Nace en Tuy, ciudad equidistante entre Braga y Santiago de Compostela, donde tenían su sede los poderes eclesiásticos, muchas veces en conflicto. Desde pequeño, su portentosa habilidad con los juegos de magia, y su carácter tranquilo, propiciarán su acercamiento a los personajes históricos de su época. Su vida, a caballo entre el siglo XI y XII, transcurre durante el período de florecimiento político y cultural más sobresaliente de Galicia. Al mismo tiempo, coincide con el auge de las grandes peregrinaciones a Santiago de Compostela.
- Destreza: Es la mejor amiga de Dubidoso. El mago la libera de los piratas normandos que la tenían secuestrada. Desde ese momento, Destreza se convierte en su compañera inseparable de juegos y aventuras, de desgracias y felicidades.
- Obispo Juan: Es un hombre de belleza extraordinaria, tan extraordinaria como su ambición. El malo de la película, ve en Dubidoso el espejo donde se refleja una conducta que prefiere ignorar, pues le recuerda lo que no es, ni nunca va a poder ser. Inteligente, artero y sin escrúpulos, no dudará en utilizar cualquier medio para defender sus intereses, cualquier arma para perjudicar a Dubidoso.

## Banda sonora
Las dos canciones que aparecen en la película están compuestas e interpretadas por el grupo francés Manau y extraídas de su segundo álbum “Fest Noz de Paname“ (2000).  
De origen bretón, son precursores del rap-celta (una mezcla del ritmo y las letras propias del hip-hop y la música tradicional bretona y celta más pura). El nombre de la banda proviene del antiguo nombre gaélico de la Isla de Mans.
Las canciones incluidas en El pequeño mago: "Tout le monde a besoin de tout le monde" (Todo el mundo necesita a todo el mundo) y “Le dernier combat” (El último combate) fueron número uno en las listas de Francia y Bélgica donde el grupo ha vendido más de dos millones de copias. El álbum fue presentado en una gira de más de 120 conciertos alrededor del mundo y su popularidad se ha extendido a Alemania, Inglaterra, Canadá e incluso Nueva Zelanda.
Ganaron el premio a Mejor álbum de rap/groove del año en Victoires de la Musique (el premio anual de la música francés).

## Contexto histórico y geográfico
La época en la transcurre la historia de El Pequeño Mago el sur de Galicia vive uno de sus momentos álgidos, y Tuy es el centro. Sus obispos aparecen en los concilios de Braga y dejan sentir su influencia en una zona muy amplia tanto del sur de Pontevedra como del norte de Portugal. En la última etapa del reino visigodo, también era sitio de descanso habitual de la realeza Visigoda de época.
A comienzos del siglo VIII Tui sufre la invasión de los árabes que asolaron la ciudad que fue liberada en el año 739 por Alfonso I, en el 860 Alfonso Betote y Hermenegildo Gutiérrez, condes de Ordoño I, la repoblaron y en el 915 Ordoño II restauró la sede episcopal.
En estos tiempos los ataques normandos nuevamente saquean Tuy. Se produce entonces una vacante en la sede episcopal que llega hasta el año 1071 en que el rey de Galicia D. García y Doña Urraca restauran y dotan nuevamente la sede que se instala en el monasterio de S. Bartolomé de Rebordans. Recuperará su esplendor al convertirse en capital de la provincia (que lleva su nombre) del antiguo Reino de Galicia ya que se convierte en un puesto estratégico en los márgenes del río Miño tanto para la guerra como para el comercio, este esplendor se verá aumentado en el siglo XII, época en la que se revitaliza toda la franja norte de España, hasta el Duero.